# آفرو-اوراسیا

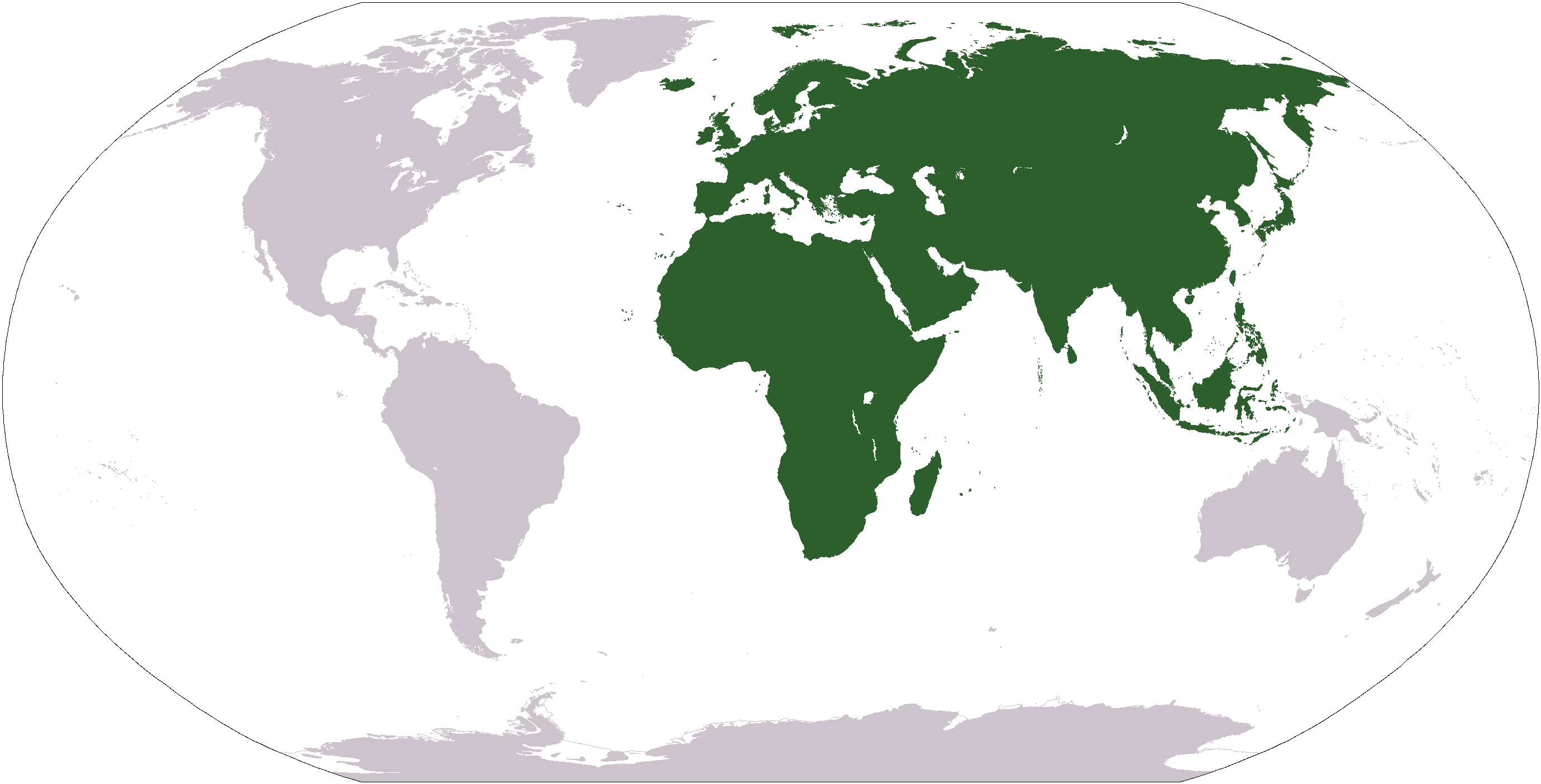
آفرو-اوراسیا

آفرو-اوراسیا (به انگلیسی: Afro-Eurasia) به قاره‌های آفریقا و اوراسیا گفته می‌شود که حدود ۸۵٪ از جمعیت کل دنیا را تشکیل می‌دهد. آفریقا از طریق شبه جزیره سینا (مصر به اسرائیل)، تنگهٔ جبل الطارق (اسپانیا به مراکش) و تنگهٔ باب‌المندب (یمن به جیبوتی) به اوراسیا وصل شده‌است. آفرو-اوراسیا مساحتی در حدود ۸۴٬۹۸۰٬۵۳۲ کیلومتر مربع (۳۲٬۸۱۱٬۱۶۷ مایل مربع) را شامل می‌شود که ۵۷٪ از مساحت کره زمین می‌شود و جمعیتی بالغ بر ۶/۷ میلیارد نفر دارد که تقریباً، ۸۶٪ از جمعیت جهان را شامل می‌شود.
قاره آفریقا، امروزه تنها با کمک یک پل خشکی نسبتاً باریک (بر روی کانال سوئز و در بخش باریکه سوئز) به آسیا پیوند دارد. و با تنگه‌هایی همچون تنگه سیسیل و تنگه جبل‌الطارق از قاره اروپا جدا می‌شود. رونالد بلیکی، محقق و زمین‌شناس تاریخی، ۱۵ تا ۱۰۰ میلیون سال آیندهٔ صفحات تکتونیک را کاملاً قابل پیش‌بینی توصیف کرده‌است. در آن زمان، انتظار بر این است که صفحه آفریقا به رانش قاره‌ای خودش به سمت شمال ادامه دهد و در نهایت، باعث بسته‌شدن تنگه جبل‌الطارق گردد. در ادامه و به سرعت، آب دریای مدیترانه نیز تبخیر می‌شود. با همهٔ این احوال، انتظار این نمی‌رود که ابر قاره‌ای در قاعدهٔ زمانی ثابت تشکیل شود و سابقه زمین‌شناسی، مملو از تغییرات غیرمنتظره، به ویژه در فعالیت‌های زمین‌ساختی است که همین موضوع، غالب پیش‌بینی‌های آینده را تبدیل به گمانه‌زنی یا فرضیه کرده‌است.